# اپرای سان‌فرانسیسکو

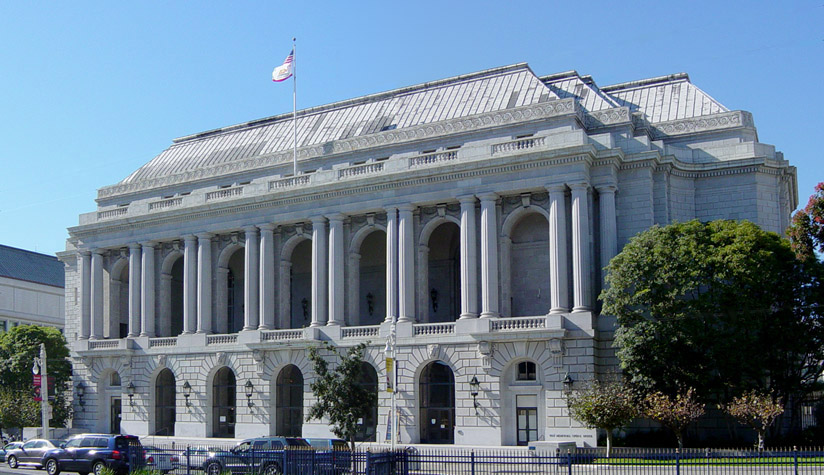
خانه اپرای یادبود جنگ سان‌فرانسیسکو

اپرای سان فرانسیسکو (انگلیسی: San Francisco Opera) (sfo) کمپانی اپرای آمریکایی است که در سان فرانسیسکو، کالیفرنیا واقع شدن است. این کمپانی در ۱۹۲۳ و به دست گایتانو مرولا (۱۸۸۱-۱۹۵۳) ساخته شده و دومین کمپانی بزرگ در آمریکای شمالی است. شب افتتاحیه اپرا یکی از مورد توجه‌ترین اتفاقات در زندگی موسیقایی و اجتماعی اهالی سان فرانسیسکو است.